# Président du Sénat de Brême
Le président du Sénat de Brême (en allemand : Präsident des Senats von Bremen) est le chef du gouvernement de la ville libre et hanséatique de Brême et le bourgmestre de Brême (en allemand : Bürgermeister von Bremen).

## Historique des titulaires
| Nom             | Nom                  | Parti | Dates                                                             | Sénats         | Majorité       |
| --------------- | -------------------- | ----- | ----------------------------------------------------------------- | -------------- | -------------- |
|                 | Erich Vagts          | Ind.  | 4 mai – 31 juillet 1945 (2 mois et 27 jours)                      | Vagts          | Pas d'élection |
|                 | Wilhelm Kaisen       | SPD   | 31 juillet 1945 – 19 juillet 1965 (19 ans, 11 mois et 18 jours)   | Kaisen I       | Pas d'élection |
| Kaisen II       | Wilhelm Kaisen       | SPD   | 31 juillet 1945 – 19 juillet 1965 (19 ans, 11 mois et 18 jours)   | 64 / 80        |                |
| Kaisen III      | Wilhelm Kaisen       | SPD   | 31 juillet 1945 – 19 juillet 1965 (19 ans, 11 mois et 18 jours)   | 61 / 100       |                |
| Kaisen IV       | Wilhelm Kaisen       | SPD   | 31 juillet 1945 – 19 juillet 1965 (19 ans, 11 mois et 18 jours)   | 55 / 100       |                |
| Kaisen V        | Wilhelm Kaisen       | SPD   | 31 juillet 1945 – 19 juillet 1965 (19 ans, 11 mois et 18 jours)   | 78 / 100       |                |
| Kaisen VI       | Wilhelm Kaisen       | SPD   | 31 juillet 1945 – 19 juillet 1965 (19 ans, 11 mois et 18 jours)   | 68 / 100       |                |
| Kaisen VII      | Wilhelm Kaisen       | SPD   | 31 juillet 1945 – 19 juillet 1965 (19 ans, 11 mois et 18 jours)   | 65 / 100       |                |
|                 | Willy Dehnkamp       | SPD   | 20 juillet 1965 – 27 novembre 1967 (2 ans, 4 mois et 7 jours)     | 65 / 100       | Dehnkamp       |
|                 | Hans Koschnick       | SPD   | 28 novembre 1967 – 17 septembre 1985 (17 ans, 9 mois et 20 jours) | Koschnick I    | 60 / 100       |
| Koschnick II    | Hans Koschnick       | SPD   | 28 novembre 1967 – 17 septembre 1985 (17 ans, 9 mois et 20 jours) | 59 / 100       |                |
| Koschnick III   | Hans Koschnick       | SPD   | 28 novembre 1967 – 17 septembre 1985 (17 ans, 9 mois et 20 jours) | 52 / 100       |                |
| Koschnick IV    | Hans Koschnick       | SPD   | 28 novembre 1967 – 17 septembre 1985 (17 ans, 9 mois et 20 jours) | 52 / 100       |                |
| Koschnick V     | Hans Koschnick       | SPD   | 28 novembre 1967 – 17 septembre 1985 (17 ans, 9 mois et 20 jours) | 58 / 100       |                |
|                 | Klaus Wedemeier      | SPD   | 18 septembre 1985 – 3 juillet 1995 (9 ans, 9 mois et 16 jours)    | 58 / 100       | Wedemeier I    |
| Wedemeier II    | Klaus Wedemeier      | SPD   | 18 septembre 1985 – 3 juillet 1995 (9 ans, 9 mois et 16 jours)    | 54 / 100       |                |
| Wedemeier III   | Klaus Wedemeier      | SPD   | 18 septembre 1985 – 3 juillet 1995 (9 ans, 9 mois et 16 jours)    | 52 / 100       |                |
|                 | Henning Scherf       | SPD   | 4 juillet 1995 – 7 novembre 2005 (10 ans, 4 mois et 4 jours)      | Scherf I       | 64 / 100       |
| Scherf II       | Henning Scherf       | SPD   | 4 juillet 1995 – 7 novembre 2005 (10 ans, 4 mois et 4 jours)      | 89 / 100       |                |
| Scherf III      | Henning Scherf       | SPD   | 4 juillet 1995 – 7 novembre 2005 (10 ans, 4 mois et 4 jours)      | 69 / 83        |                |
|                 | Jens Böhrnsen        | SPD   | 7 novembre 2005 – 15 juillet 2015 (9 ans, 8 mois et 8 jours)      | 69 / 83        | Böhrnsen I     |
| Böhrnsen II     | Jens Böhrnsen        | SPD   | 7 novembre 2005 – 15 juillet 2015 (9 ans, 8 mois et 8 jours)      | 46 / 83        |                |
| Böhrnsen III    | Jens Böhrnsen        | SPD   | 7 novembre 2005 – 15 juillet 2015 (9 ans, 8 mois et 8 jours)      | 57 / 83        |                |
|                 | Carsten Sieling      | SPD   | 15 juillet 2015 - 15 août 2019 (4 ans et 1 mois)                  | Sieling        | 44 / 83        |
|                 | Andreas Bovenschulte | SPD   | Depuis le 15 août 2019 (5 ans, 6 mois et 27 jours)                | Bovenschulte I | 49 / 84        |
| Bovenschulte II | Andreas Bovenschulte | SPD   | Depuis le 15 août 2019 (5 ans, 6 mois et 27 jours)                | 48 / 87        |                |